# Hymenolobium janeirense
Hymenolobium janeirense es una especie de planta floral del género Hymenolobium, tribu Dalbergieae, subfamilia, Faboideae.

## Distribución
Se distribuye por Brasil. Crece en el bioma tropical húmedo.

## Taxonomía
Fue descrita por Kuhlm y publicada en Arch. Jard. Bot. Rio de Janeiro 5: 204 (1930).
Sinónimos heterotípicos
- Hymenolobium janeirense var. stipulatum (N.F.Mattos) H.C.Lima in Bradea 3: 404 (1983).[2]
- Hymenolobium paulensis N.F.Mattos in Loefgrenia 70: 2 (1976).[2]
- Hymenolobium stipulatum N.F.Mattos in Loefgrenia 70: 1 (1976).[2]